# Schlader (Gemeinde Karlstein)
Schlader ist eine Ortschaft und eine Katastralgemeinde in der Marktgemeinde Karlstein an der Thaya in Niederösterreich mit 37 Einwohnern (Stand 1. Jänner 2024). Bis Ende 1970 war Schlader eine eigenständige Gemeinde.

## Geografie
Das Dorf liegt südlich von Karlstein in einer kleinen Senke. Die Nachbarorte sind Griesbach, Goschenreith, Eggersdorf und Wertenau. Schlader ist ein Haufendorf mit einigen großen Anwesen, mit einer Kapelle () und einem Feuerwehrhaus in der Ortsmitte. Am 1. April 2020 umfasste die Ortschaft 29 Adressen.

## Geschichte
Urkundlich wurde der Ort 1362 als Slätern, 1369 als Sleytor und später als Sletær erwähnt. Im Jahr 1822 wurde der Ort als Dorf mit 18 Häusern genannt, das nach Puch eingepfarrt war, wohin auch die Kinder eingeschult wurden. Die Herrschaft Karlstein besaß die Ortsobrigkeit, übte die Landgerichtsbarkeit aus und besorgte die Konskription. Die Untertanen und Grundholde des Ortes gehörten den Herrschaften Karlstein und Weinern sowie der Herrschaft und der Pfarre Raabs. Laut Adressbuch von Österreich waren im Jahr 1938 in der Ortsgemeinde Schlader ein Gastwirt, ein Gemischtwarenhändler, ein Schmied, eine Schneiderin und mehrere Landwirte ansässig. Damals gab es auch eine kleine Volksschule. Nach dem Zweiten Weltkrieg gab es noch einen kleinen Kaufmannsladen, eine Schmiede in Betrieb, ein Gasthaus und zwei Löschwasserteiche im Ortszentrum. Bis zur Gemeindezusammenlegung am 1. Jänner 1971 gehörte zur damaligen Gemeinde Schlader auch der Ort Wertenau. Im Zuge der Kommunalstrukturverbesserung trat die damalige Ortsgemeinde Schlader per 1. Jänner 1971 der Marktgemeinde Karlstein an der Thaya bei.

## Etymologie
Der Ortsname ist slawischer Herkunft, zu slaw. slatina „Sumpf, Morast“.

## Besonderheiten
Das Spezielle an Schlader ist, dass es an keinem Bach liegt (genauso wie Wertenau, das jedoch eine geplante Webersiedlung war). Daher befand sich auf einem Hügel oberhalb von Schlader (in Richtung Goschenreith) bei der heutigen Einzellage Windmühlhäusl eine Windmühle.

## Persönlichkeiten
- Adolf Maier (1861–1935), Inspektor des Wiener Viehmarktes und Abgeordneter zum Landtag von Niederösterreich